# Adelby
Adelby est un village de l'arrondissement de Schleswig-Flensbourg, à l'est de Flensbourg en Allemagne, qui a été regroupé avec les villages et communautés paroissiales de Tarup, Sünderup et Tastrup. Sa communauté paroissiale a été regroupée avec celles des villages environnants. Le village fait désormais partie de la municipalité de Flensbourg.

## Personnalités
- Ludwig Dettmann (1865-1944), peintre